# サミュエル・フォン・ハツァイ
ザムエル・ハツァイ（Samuel Freiherr von Hazai、1851年12月26日 - 1942年2月13日）は、オーストリア・ハンガリー帝国の軍人。上級大将。